# Asociación Colegial de Escritores de Cataluña
La Asociación Colegial de Escritores de Cataluña (en catalán: Associació Col·legial d'Escriptors de Catalunya) es una entidad sin ánimo de lucro que agrupa a escritores y traductores.
Tiene su sede en el Palacio Savassona, edificio declarado Bien de Interés Cultural como Monumento del patrimonio histórico de España en 1981.

## Historia
La ACEC surgió como Sección Autónoma de la Asociación Colegial de Escritores de España en 1980. Desde el año 1990 se constituyó como asociación de escritores y traductores con personalidad jurídica propia. Cuenta con algunos de los escritores contemporáneos más destacados de las dos lenguas.
En 1970, el impulso asociativo de los escritores españoles germinó en las primeras asociaciones en defensa de los derechos de autor. La Ley de Propiedad Intelectual, vigente hasta la reforma del 87, no regulaba satisfactoriamente los derechos de autor. La muerte de Franco y el advenimiento de la Transición abrieron la puerta a un marco legislativo, próximo a la socialdemocracia europea, en la protección de los derechos de autor. En 1987 la promulgación de la nueva ley de la Propiedad Intelectual homologa a las leyes vigentes en Europa, amplió la defensa y reconocimiento de los derechos de autor.
La ACEC consiguió el reconocimiento de la titularidad de los derechos de autor para los traductores. No pudo obtener un canon sobre el dominio público para los escritores vivos, pero sí que se alargó el plazo para su entrada en vigor después de la muerte del autor, que el borrador de la Ley pretendía reducir muy significativamente en perjuicio de sus herederos. Se propuso –como así ha pasado- que la futura entidad de gestión de derechos colectivos, (CEDRO) tenía que compensar a los autores por las sistemáticas fotocopias y pirateo de textos protegidos y ayudarlos en casos de precariedad económica.
A principios de los años 80, un grupo bastante señalado de escritores catalanes en lengua castellana, ante la imposibilidad de incorporarse en la veterana y muy organizada Associació d'Escritptors en Llengua Catalana, se integraron en la Asociación Colegial de Escritores de España , con sede en Madrid, presidida por Ángel María de Lera. Considerando su pasado anarco-sindicalista, los escritores barceloneses esperaban su comprensión ante la necesidad que los escritores de ACE de Barcelona dispusieran de una efectiva autonomía de gestión, de defensa profesional y de promoción cultural, pues estaban siendo objeto de desagradables andadas por parte de algunos colegas, que los aludían como fuerza de ocupación cultural del franquismo dirigida desde Madrid. Lera no se mostró hostil al hecho que  ACE se adaptara al diseño autonómico que acababan de perfilar los políticos de la transición. Pasaron unos años durante los cuales el grupo de Barcelona –sin presupuesto ni ninguna dotación- celebraban sus Juntas en cafeterías.
La primera presidencia la asumió el crítico y ensayista Román Gubern y la segunda, que fue la del auténtico despegue institucional, el catedrático y poeta Joaquín Marco, le siguieron José Corredor-Matheos, José Luis Giménez-Frontín, Manuel de Seabra, Montserrat Conill, Miquel de Palol y desde septiembre de 2017 David Castillo y Buïls es el presidente del ACEC.
En otro ámbito de prioridades se pretendía un respeto institucional hacia la asociación que en Cataluña agrupaba sin criterios lingüísticos a escritores y traductores y, en consecuencia, estaba constituida en dos terceras partes por escritores en lengua castellana, muchos de ellos latinoamericanos. Paralelamente, la asociación se proponía garantizar las relaciones con las asociaciones e instituciones culturales de expresión catalana, practicando un bilingüismo activo. En este proyecto se involucraron como presidentes, secretarios o vocales algunas de las firmas más honorables de la república barcelonesa de las letras. En este periodo aparecen novelistas, poetas, ensayistas y traductores, en catalán y castellano, como Josep Maria Carandell, Víctor Mora, Salvador Pániker, Susana Constante, Cesáreo Rodríguez Aguilera, Manuel Serrat Crespo, Carlos Barral y Antonio Beneyto, Marta Pessarrodona, Antonina Rodrigo, Ramón Gil Novales, Luis Romero y Horacio Vázquez Rial en 1982- 1984; Ángel Crespo, Lluís Izquierdo, Enrique Murillo y Pepe Ribas en 1988; Miquel de Palol, Ernesto Ayala-Dip, Joan Manuel Gispert, Luis Goytisolo y Manuel Vázquez Montalbán a principios de los 90; Eduardo Mendoza, Eugenio Trías, Mireia Bofill, Margarita Rivière, Antonio Prometeo-Moya y Neus Aguado, a mediados de la década; Andreu Martín, Félix de Azúa, Javier García Sánchez, Rai Ferrer, Montserrat Conill y Olivia de Miguel en 1997;  Carme Camps, Luisa Cotoner, Fernando Valls e Ignacio Vidal Folch en la frontera del 2000; incorporándose a principios de la actual década Héctor Bofill, Iván Tubau, Dante Bertini, Fernando Gómez Hernández, José María Micó y Antonio Tello, entre otros muchos.

## Premios
La ACEC convoca cada año desde 1998 el premio de Traducción Ángel Crespo y desde 2009 el premio José Luis Giménez-Frontín.

## Archivo Audiovisual de Poetas
El año 2000 se creó el Archivo Audiovisual de Poetas, bajo el impulso de quien entonces era el secretario general del ACEC, José Luis Giménez-Frontín. Nació con la voluntad de reunir el testimonio de reconocidos poetas recitando su obra y se ha convertido durante estos años en obligada referencia para los estudiosos, documentalistas y lectores de poesía, en la actualidad el archivo está formado por 105 filmaciones.

## Publicaciones
Desde el año 1993 el ACEC ha editado trimestralmente el Boletín del ACEC llegando al número 74 en 2008. Del año 2004 al 2008 se editaron 12 números la revista Cuadernos de Estudio y Cultura. Monográficos que recogen las ponencias presentadas en los homenajes dedicados a varios autores y las intervenciones y lecturas de las Jornadas Poéticas de la ACEC.